# Chrono Aviation
 (juillet 2019).
Si vous disposez d'ouvrages ou d'articles de référence ou si vous connaissez des sites web de qualité traitant du thème abordé ici, merci de compléter l'article en donnant les références utiles à sa vérifiabilité et en les liant à la section « Notes et références ».
SKY is not the limit
Chrono Aviation est une compagnie aérienne québécoise qui offre des services de vols charters spécialisés d’avions partout au Canada depuis 2012. La compagnie aérienne est basée à Montréal et Québec.

## Histoire
Chrono Aviation est fondée en juillet 2012 à Québec. La compagnie commence avec un Pilatus 12 et deux pilotes pour une capacité de neuf passagers à bord. En novembre 2012, la compagnie achète un autre avion, originellement prévu pour janvier 2013. Elle a donc fini[style à revoir] l’année avec deux avions au lieu d'un seul.
En 2014, Chrono Aviation achète son premier Beechcraft 1900D. En 2016, elle se procure la licence d’exploitation « 705 », qui lui permet d’opérer avec des avions transportant plus de 37 passagers. Cependant, plusieurs autres compagnies aériennes à travers le monde ont mis fin à leurs opérations[Lesquelles ?] après avoir tenté d’obtenir la licence « 705 », mais Chrono Aviation passe avec succès la licence et achète un premier Dash 8-100 (C-FGCP). En 2020, il est équipé de la vision synthétique 3D, ce qui en fait le Dash 8 le mieux équipé en Amérique du Nord.
Puis, en 2017, C.A. a pris la décision d’acheter un premier Boeing 737-200 (C-GTVO), puis deux supplémentaires du même type (C-FYPN, C-FBIM). Les trois sont équipés pour atterrir sur une piste de gravier, de glace ou de neige.
En 2022, la flotte est bonifiée avec l'arrivée d'un Boeing 737-800SF, un avion cargo dédié de 52 700 lb avec une autonomie de 2 200 nm et le premier avion de ce type à être exploité au Canada. Il s'agit également de la première présence de l'entreprise dans l'ouest canadien, le nouvel avion étant basé à Winnipeg, et entraîne la création de 20 emplois.
Première dans l'industrie
En 2024, Vincent Gagnon et Dany Gagnon devinrent les premiers président et vice-président d'une compagnie aérienne à opérer eux-mêmes un Boeing 737-800SF. Le vol a eu lieu le 30 juillet 2024 entre St-Hubert et Iqaluit.
Modernisation de la flotte
En 2025, Chrono acquiert son premier Boeing 737-800 de nouvelle génération, en configuration pour 189 passagers. Cet appareil de dernière génération entre en service afin de remplacer les Boeing 737-200 vieillissants.
L’entreprise accède ainsi à de nouveaux marchés et vole désormais régulièrement vers le sud[Où ?].

## Flotte
| Avion            | En service | Nombre de places      | Note |
| ---------------- | ---------- | --------------------- | --- |
| Pilatus PC-12    | 7          | 6 à 9 places, cargo   | avion de haute performance mono-turbo-propulseur, pouvant accueillir jusqu'à 9 passagers ou 2400 livres de cargo (C-GVDG, C-GMQZ, C-FGFL, C-FCVD, C-GPSQ, C-GICR, C-FYMN)                                |
| Beechcraft 1900D | 3          | 13 à 19 places, cargo | bimoteur turbo-propulsé et pressurisé, capable d’accueillir jusqu’à 19 passagers ou 3800 livres de cargo et ayant la capacité d’opérer sur courte piste et piste en gravier (C-FKNO, C-GXCA, C-[Quoi ?]) |
| Dash 8-100       | 1          | 37 places, cargo      | bimoteur turbo-propulsé et pressurisé, capable d'accueillir jusqu'à 37 passagers ou 8000 livres de cargo et ayant la capacité d'opérer sur courte piste et piste en gravier (C-FGCP)                     |
| Boeing 737-200   | 2          | 120 places, cargo     | jet de ligne à haute capacité transportant jusqu'à 120 passagers ou 30500 livres de cargo et ayant la capacité d'opérer sur des pistes en gravier (C-FYPN, C-FBIM)                                       |
| Boeing 737-800NG | 1          | 189 places            | jet de ligne à haute capacité transportant jusqu’à 189 passagers et offrant une cabine plus confortable et moderne que les Boeing 737-200 aussi opérés par Chrono Aviation (C-GCUA)                      |

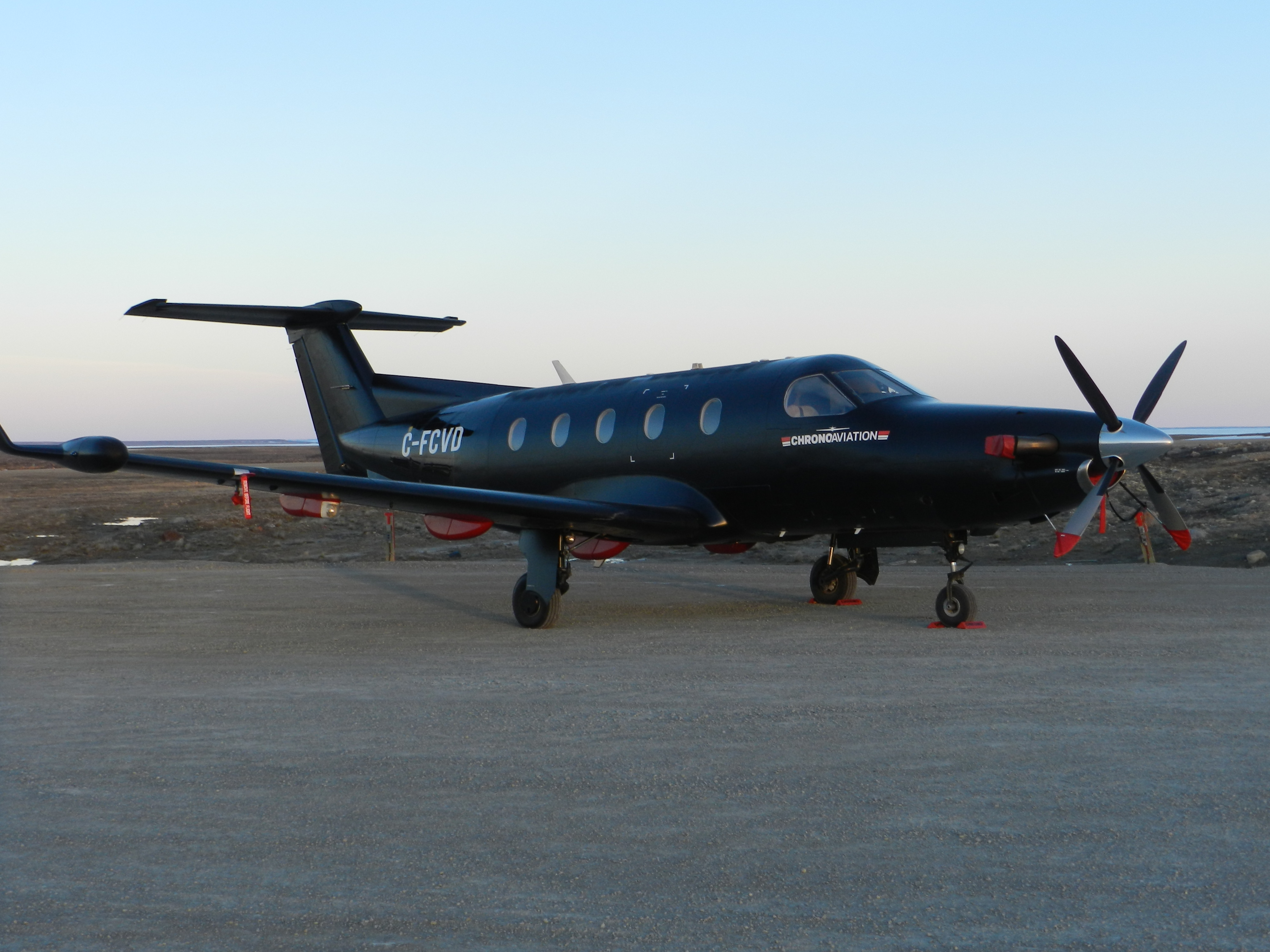
PC-12/45 (C-FCVD).

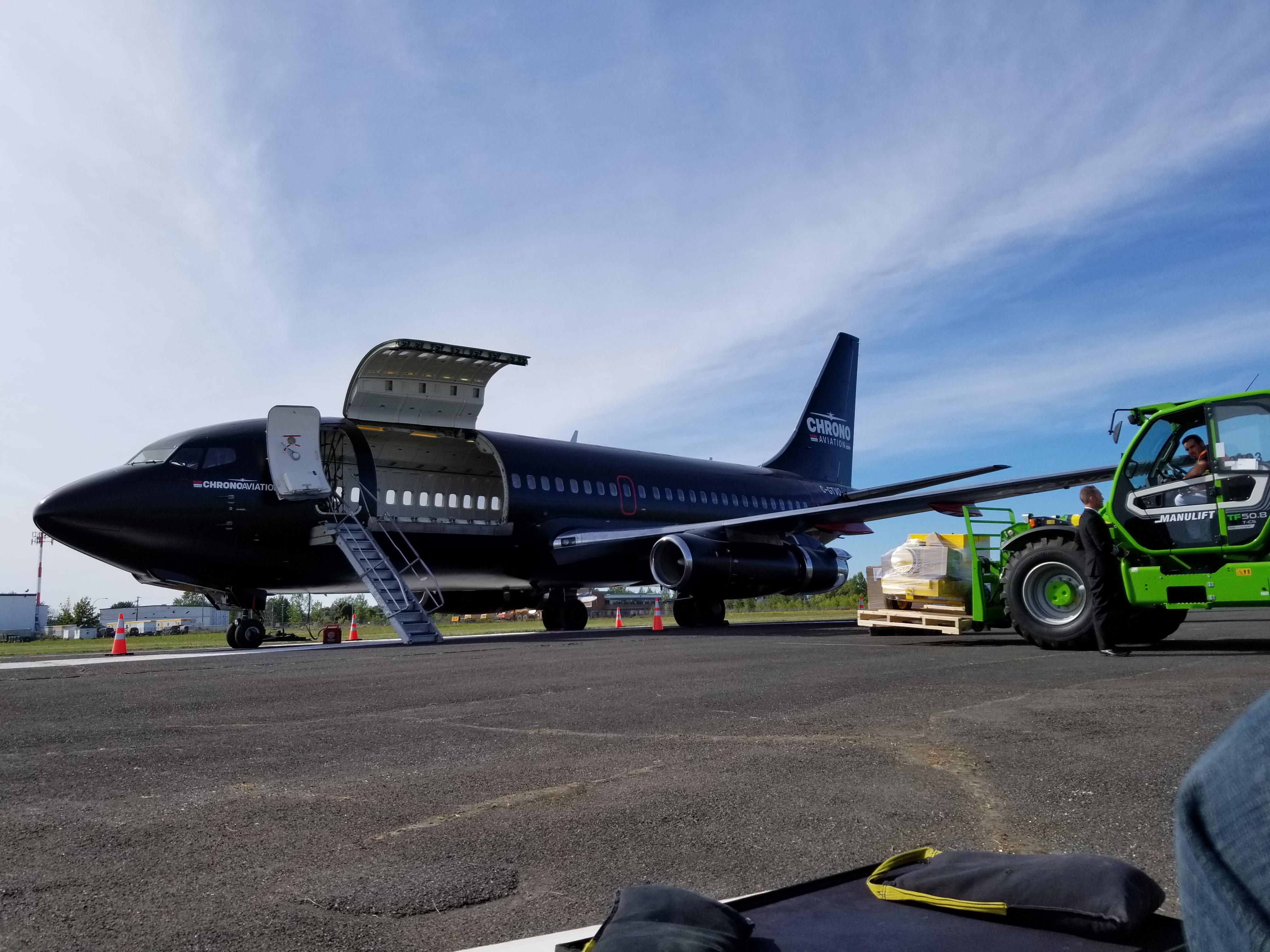
Boeing 737-200 combi.

En 2017, Chrono Aviation a reçu le prix de la flotte d’avion la plus diversifiée au Québec.

## Destinations et zones couvertes
Les destinations couvertes sont aux États-Unis, Canada, Caraïbes et dans certains pays d’Europe.